# Moh Saïd Oubelaïd
Moh Saïd Oubelaïd, de nacimiento  Larbi Mohamed Saïd  (Bounouh, 19 de febrero de 1923; Azeffoun,  1 de marzo de 2000) fue un cantautor argelino en idioma cabilio.

## Biografía
Nacido el 19 de febrero de 1923 en el pueblo de Amalou, ayuntamiento de Bounouh (en el ex-ayuntamiento mixto de Draâ El Mizan (valiato de Tizi Uzu) y de Aït-Smail valiato de Bugía).
Expulsado de la escuela después de una querella con unos hijos del caíd , Mohamed Saïd se dedica a trabajar en el campo y se hace pastor como tantos montañeses de la región. 
A la edad de 15 años, deja ese estilo de vida y se va a Argel donde trabajará como chico de café en El Harrach. Es en esta localidad donde conoció al célebre cantante Dahmane El Harrachi. 
En el mes de junio del año 1946, abandona a su familia , y se embarca para Francia a bordo de « Sidi Aissa », un barco que tardó  tres días en la travesía y es en  Issy-les-Moulineaux (departamento 92) donde su hermano mayor gestionaba un café,  donde entró de lleno en el mundo de la canción. 
Allí en el exilio , trabajaba duro y se ocupaba de actividades políticas, ya que era militante del Partido del pueblo argelino-Movimiento para el triunfo de las libertades democráticas (PPA-MTLD). 
Mientras que vivía en Issy-les-Moulineaux, se enamoró de una francesa con la que fundó una familia. De esta unión nacieron 5 niños : Amar (1954), Malika (1955), Ourdia (1956), Noura (1957) y Djamal (1959).
La canción solo llegará a partir de 1953, grabando 5 discos en la casa Philips de la que  Barka-k tissit n crab (Deja de beber alcohol). ya que, el alcohol para el impide la toma de conciencia revolucionaria.
Con esta canción , fue el primer cantante argelino que graba en la prestigiosa casa Philips. Después grabaría en Pathé-Marconi.
Después del desencadenamiento de la guerra de liberación nacional, de regreso al país para unirse al maquis, Krim Belkacem se reúne con el para decirle : 

Tú, no tienes que estar en el maquis, eres cantante y puedes moverte por Francia como quieras ; la Revolución te necesita allí para crear conciencia mediante la palabra y ayudar con el dinero

Como buen militante de la causa nacional, marcha de nuevo a París donde compró un café que transforma en un lugar de encuentro de todos los artistas y servía igualmente de refugio para los militantes del FLN (Frente de liberación nacional). Tuvo altercados tanto con los militantes del Movimiento nacional argelino (MNA)  como con la policía francesa, que lo arrestó en 1958, mientras estaba con su hijo Amar(4 años), haciendo compras en el  monoprix de Boulogne-Billancourt. Pasó dos años en las prisiones de Boulogne-Billancourt (Francia), Annaba y Constantina (Berbería central).
Todos sus bienes fueron embargados por la policía francesa y su mujer y sus hijos estuvieron a cargo de la Cruz Roja Francesa.
No tuvo autorización para volver a Francia hasta finales de los años 60. 
Una vez que llegó la independencia, se dedicó  plenamente al arte produciendo muchas canciones, en las cuales canta la miseria, los sufrimientos de sus compatriotas, la nostalgia y el amor, entre ellas está su célebre canción :  abaḥreído siweḍ-asen slam i warrac ak n tmurt-iw  en homenaje a Cabilia por las penurias que padeció durante la guerra de liberación.

## Triste final del cantante
Decepcionado, abandonó Cabilia  y permaneció en Francia hasta 1980. 
Sus últimos años de vida en su país, los pasó en condiciones difíciles. Un drama familiar que le obligó a abandonar a los suyos, se encontró abandonado asimismo, viviendo en hoteles y como , sin ninguna consideración o a cargo por las autoridades competentes, hasta el día en el que se le encontrará … asesinado. 
Su cuerpo se descubrió el 3 de marzo de 2000 en lugar llamado sidi Koriche, en las cercanías de la ciudad costera de Azeffoun.
Según los testimonios de numerosos ciudadanos, reportados por varios diarios nacionales, sobre todo por el diario  Liberté del lunes 6 de marzo de 2000, Moh Saïd Oubelaïd fue asesinado, antes de que su cuerpo fuese encontrado, « accidentalmente », cuatro días más tarde, medio enterrado, al borde del mar. Desenterrado , será enterrado de nuevo , después de una investigación y las formalidades necesarias, el domingo 5 de marzo, en su pueblo natal. Triste final para un hombre que se había sacrificado por el arte y por su patria.